# Todos os Corações do Mundo
Todos os Corações do Mundo (em inglês: Two Billion Hearts) é um documentário américo-brasileiro de 1995, dirigido por Murilo Salles. Todos os Corações do Mundo é o documentário oficial da Federação Internacional de Futebol (FIFA) sobre a Copa do Mundo de 1994; neste mundial, sediado nos Estados Unidos, o Brasil consagrou-se tetracampeão ao vencer a Itália em disputa por pênaltis. A versão brasileira original é narrada pelo ator Antônio Grassi; a versão estadunidense por Liev Schreiber.